# Ronnie Bird
Pour les articles homonymes, voir Ronnie Bird (album), Bird et Méhu.
Ronnie Bird, de son vrai nom Ronald Méhu, est un chanteur de rock français, né le 24 avril 1946 à Boulogne-Billancourt (Hauts-de-Seine). Son parcours a été relativement rapide : il a enregistré, essentiellement entre 1964 et 1969, une dizaine de 45 tours et deux albums 33 tours. C'est un des premiers rockers français.

## Formation
Né en 1946 à Boulogne-Billancourt,, il fréquente jusqu'en seconde le lycée parisien Claude-Bernard, qu'il quitte sur un conflit avec un professeur. Il possède une bonne formation sportive : tennis, équitation, hockey. Après avoir hésité entre les métiers de photographe ou de metteur en scène, il se lance avec l'accord de son père dans la chanson. Il parle déjà italien et un séjour en Grande-Bretagne lui permet d'approcher la langue des Beatles, dont il adopte la coupe de cheveux caractéristique (certainement le premier artiste français à l'avoir fait).

## Carrière musicale

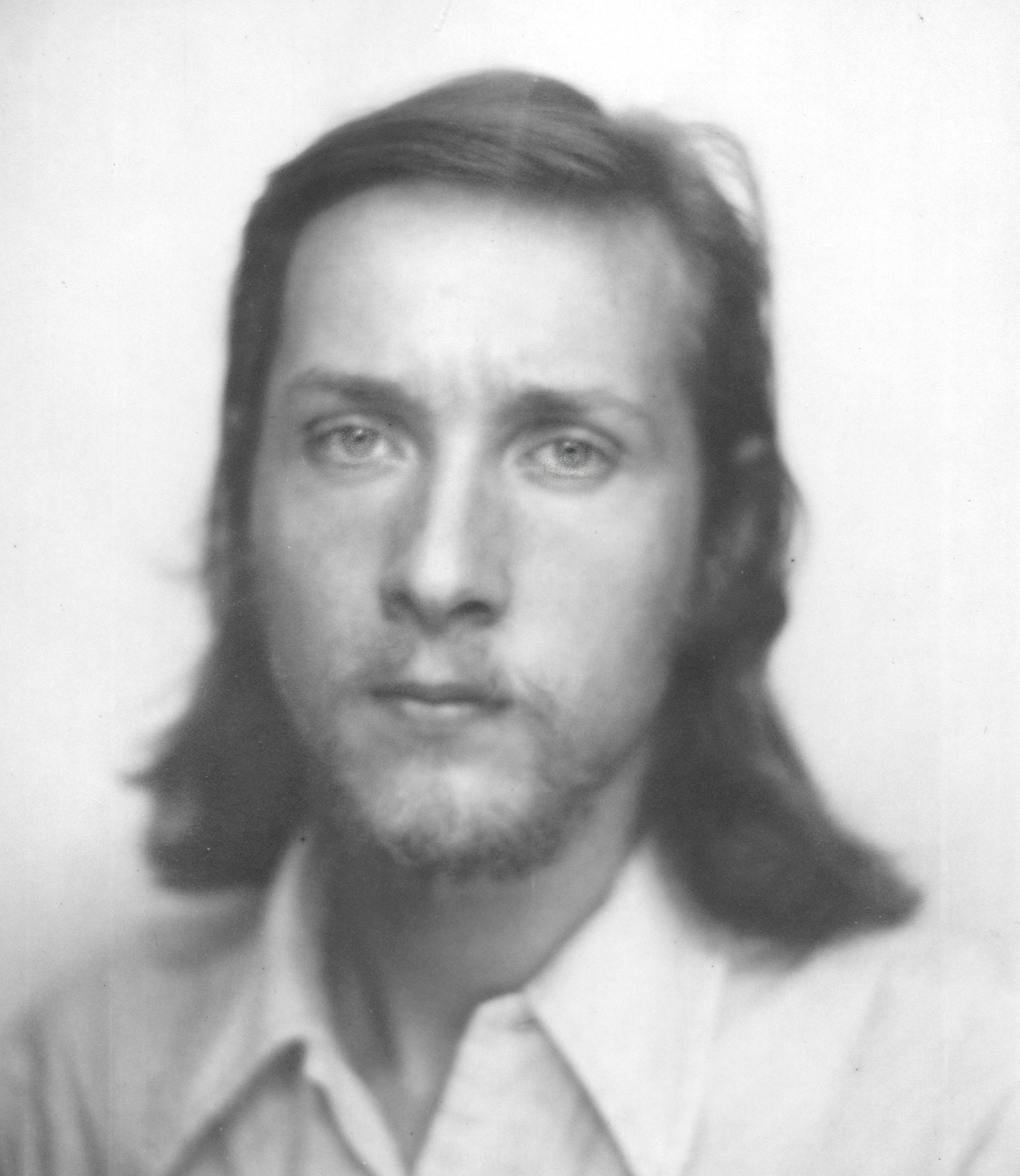
Ronnie Bird en 1973 (Photo d'identité Sacem).

Il forme à dix-sept ans son propre groupe, les Blazers, et arrête définitivement ses études. Henri Leproux, patron du Golf Drouot lui permet de se lancer sur scène. Il est engagé chez Decca en 1964. Sous le nom de Ronnie Bird, il y publie son premier enregistrement la même année avec notamment le titre  Adieu à un ami, hommage à Buddy Holly, ainsi qu'Eddie Cochran et Elvis Presley. Dans les années 1965-1966, il se profile, aux points de vue vestimentaire comme musical, comme la meilleure approximation française du style mod qui prévaut alors au Royaume-Uni, et obtient des succès d'estime avec des adaptations de chansons des Rolling Stones (Elle m'attend !), des Hollies (Où va-t-elle ?) ou encore de James Brown (Je voudrais dire) qui restituent bien le son des versions originales.
Toutefois, son répertoire, essentiellement composé de reprises de morceaux anglo-américains, devient de moins en moins d'actualité à mesure que le public français préfère les versions d'origine et que s'affirme en France une nouvelle génération d'artistes proposant des créations originales, en particulier Antoine. Ronnie Bird réplique aux fameuses Élucubrations de ce dernier avec Chante, dont le texte est de son cru (mais sur une musique d'une chanson de Them, I Can Only Give You Everything) :
Voilà que la chanson devient un vrai concours

Les idoles à Centrale s'en vont suivre des cours

L'autoroute à présent devient remplie de gens

Puisqu'il paraît qu'elle conduit à la Tour d'argent

Moi je meurs, oui, je meurs

Hélas, trois fois hélas, parce que je n'ai pas étudié

Il participe néanmoins avec Antoine à la première partie de la tournée de Chuck Berry à Lyon, au défunt Palais d'Hiver, en 1966. En avril de la même année, il figure sur la « photo du siècle » réalisée par Jean-Marie Périer pour Salut les Copains, regroupant 46 vedettes françaises ou assimilées de ce qu'on appelle alors le « yéyé ».
Il fait partie, entre 1969 et 1972, de la troupe qui joue la version française de la comédie musicale Hair au Théâtre de la Porte-Saint-Martin, à Paris. Il est aussi l'auteur de Precious Thing, chantée par Dee Dee Bridgewater en duo avec Ray Charles, qui fut un succès en 1989,.
Sa chanson SOS mesdemoiselles sera reprise par Jad Wio sur l'album Fleur de métal en 1992. Jad Wio citait déjà le nom de Ronnie Bird dans le dernier couplet de Brilnon brilnon sur l'album Contact en 1989. En 1992 toujours, Ronnie Bird publie aussi son dernier album avec quelques amis new-yorkais, One World, entre soul, sono mondiale et jazz-funck.

## Discographie

### Super 45 tours, singles, CD singles
- 1964 : Adieu à un ami / Tu ferais mieux de filer / On s'aime en secret / Dis aux montagnes (Decca)
- 1964 : L'amour nous rend fou / Pour toi / Je ne mens pas / Tout seul (Decca)
- 1965 : Elle m'attend / Tu perds ton temps / Fais attention / Pour être à toi (Decca)
- 1965 : Où va-t-elle ? / Ma vie s'enfuit / Je voudrais dire / Ce maudit journal (Decca)
- 1966 : Chante / Ne t'en fais pas pour Ronnie / Cette maudite solitude / Cheese (Philips)
- 1966 : N'écoute pas ton cœur / Seul dans la nuit / Hey girl ! / Ça n'est pas vrai (Philips)
- 1967 : Tu en dis trop / C'est un hold-up / Je serre les poings / Tu ne sais pas (Philips)
- 1967 : La surprise / Si quelque chose m'arrivait / Les filles en sucre d'orge / Ne promets rien (Philips)
- 1967 : Le pivert / De l'autre côté du miroir / SOS mesdemoiselles / Aimez-moi (Philips)
- 1969 : Sad soul / Rain in the city (Philips)
- 1992 : One world (version courte) / One world (version longue) / Jazz it up (Philips)
- 1995 : Live 65 & 67 : Route 66 / Fais attention / C'est un hold-up / Fa fa fa fa fa (Sad song) (LCD)

### Albums Originaux en Studio
- 1965 : Ronnie Bird (LP Decca 154134) (France) (réédition 2010 LP Universal 134154S) (regroupe les EP 1,2,3 : Elle M'Attend / Je Ne Mens Pas / Pour Toi / Tu Perds Ton Temps / Dis Aux Montagnes / On S'Aime En Secret / Fais Attention / L'Amour Nous Rend Fous / Adieu A Un Ami / Tout Seul / Pour Être A Toi / Tu Ferais Mieux De Filer)
- 1966 : Ronnie Bird (LP London MLP 10062) (Canada) (version canadienne du précédent, 4 titres remplacés par ceux du EP 4 : Où Va-T-Elle ? / Ma Vie S'enfuit / Je Voudrais Dire / Ce Maudit Journal / Tu Perds Ton Temps / On S'aime En Secret / Pour Toi / Je Ne Mens Pas / Fais Attention / L'amour Nous Rend Fous / Tu Ferais Mieux De Filer / Elle M'Attend)
- 1967 : Ronnie Bird (LP Philips 70452) (Canada) (réédition 2008 LP Mercury 5309083) (France) (regroupe les EP 5,6,7 : N'Écoute Pas Ton Cœur / Seul Dans La Nuit / Hey Girl!	/ Ce N'Est Pas Vrai / Chante / Ne T'En Fais Pas Pour Ronnie / Je Serre Les Poings	/ Tu Ne Sais Pas / Tu En Dis Trop / C'Est Un Hold-Up / Cette Maudite Solitude / Cheese)
- 1992 : One World (CD Philips 512292-2) (France) (One World	/ Jazz It Up / A Dollar A Dance / Russian Cruise / Jungle / Make My Day / Tango / Don't Disturb	/ Go Ronnie Go	/ Sister Don't - (Ronnie Bird / Leslie Winston))

### Collaboration
- 2016 : Ronnie Bird & M. Mader : The Demos (CD Loon Music) (Beau fixe / Elle est si belle / Si seulement / Elle en a vu / Pêle-mêle / Le beau Gégé / J'suis à court / Tu frappes ta mère / J'ai envie de toi / Respire - (Ronnie Bird / Mader))

### Participation
- 2017 : Himiko : Nebula (CD Assai Records)

### Album live
- 1983 : En public (LP Eva 12025) (France) (faux live constitué des  enregistrements originaux en studio agrémentés de sons d'ambiance de concert)

### Raretés
- 2014 : En Direct ! (LP Jukebox Magazine JBM 027) (Route 66 / Je Ne Mens Pas / Elle M'attend / Tu Perds Ton Temps / Fais Attention / I Can't Stand It / Chante / Fa Fa Fa Fa Fa Fa (Sad Song) / C'est Un Hold-Up / I Will Love You)

### Compilations
- 1976 : 63-66 (LP Decca 278 145)
- 1984 : Le style anglais (LP Philips 818986-1)
- 1985 : 1965 (LP ou CD Big Beat Records 70342)
- 1990 : Fais attention (LP ou CD Club Dial 900.048.1)
- 1990 : N'écoute pas ton cœur (LP ou CD Club Dial 900.057.1)
- 1990 : Le rock c'est ça ! (CD Polygram Distribution 842 055-2)
- 2002 : Twistin' the rock vol. 7 (2xCD Mercury France 586495-2)(+)
- 2006 : EP & singles collection 1964-1969 (coffret 9 CD EP + 2 CD SP Magic Records)(+)
- 2009 : Tendres Années 60 (CD Mercury 530 604-7)
- 2015 : Salut les copains (2xCD Mercury)(+)

- (+) compilation rassemblant l'intégralité des enregistrements officiels de 1964 à 1969

### Textes écrits pour d'autres interprètes
*F.R. David:
- 1992 : Someone to lead me (Ronnie Bird / FR David) - (SP Pense A Moi)

*Dee Dee Bridgewater & Ray Charles:
- 1989 : Precious Thing (Ronnie Bird / Pierre Papadiamandis) - (SP Polydor)

*Ray Charles:
- 1996 : CD Strong Love Affair: Say No More (Ronnie Bird / Pierre Papadiamandis) - (CD Qwest)

*Paga Group (avec Bernard Paganotti):
- 1988 : CD Haunted: Haunted, Memorial, King for a day (Ronnie Bird / Bernard Paganotti) - (CD Bleu Citron)
- 1993 : CD Gnosis: Caravan (Ronnie Bird / Bernard Paganotti) - (CD Bleu Citron)

### Divers
- 2003 : François Jouffa – Pop Culture: Interviews & Reportages 1964-1970: Ronnie Bird - 10/10/65 - (CD Frémeaux & Associés)

## Anecdote
En 1968, la chanson Le Pivert est interdite de diffusion sur Radio-France pour, selon la circulaire émanant de la direction, « atteinte au mauvais goût [sic] et vulgarité ».« J'ai un peit pivert/Que j'lui ai dit/Un petit oiseau vert/ Il est joli » y écrit-il. La circulaire fut reproduite en fac-simile dans Charlie Hebdo.